# Cavrianiové
Cavrianiové, respektive hrabata z Cavriani (původně italsky Capriani) je původně starý italský šlechtický rod, který se později směl zařadit i mezi rakouskou vysokou šlechtu, jejíž členové zasedali v panské sněmovně Rakouského císařství.

## Dějiny rodu

### Původ

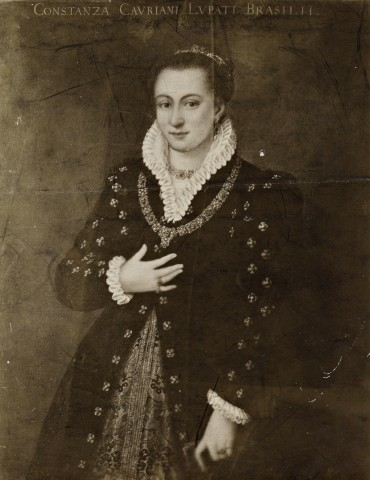
Konstance (Costanza) Cavrianiová, rozená de Salis Salla

Rod Cavrianiů pochází z pozdějšího Mantovského vévodství v Lombardii a objevuje se od 12. století. Původní název rodu zněl Capriani, který je zřejmě odvozen od obce Cavriany, místa původu rodu.
Conradinus byl roku 1359 Karlem IV. povýšen na svobodného pána. O sto let později v roce 1452 byl císařem Bedřichem III. do stavu svobodných pánů povýšen také jistý Jan (Giovanni) Cavriani. Za panování dynsatie Gonzagů dosáhl rod Cavrianiů významného postavení. Galeazzo Cavriani (1444–1466) byl jedním z mantovských biskupů.
Bedřich (Frederico) (1518 v Mantově – 1. října 1566), syn Jana (Giovanni) (1477 – 11. července 1552) a Konstancie (Costanza) de Salis Salla, se v roce 1548 stal císařským místrodržitelem v Piombinském knížectví, a císař Ferdinand I. potvrdil panský stav pro jeho rod a polepšil rodový erb o dvojhlavého císařského orla. Byl ženatý od roku 1561 s Cornelií Copiniovou (22. května 1540 – 19. května 1579).

#### Česká větev

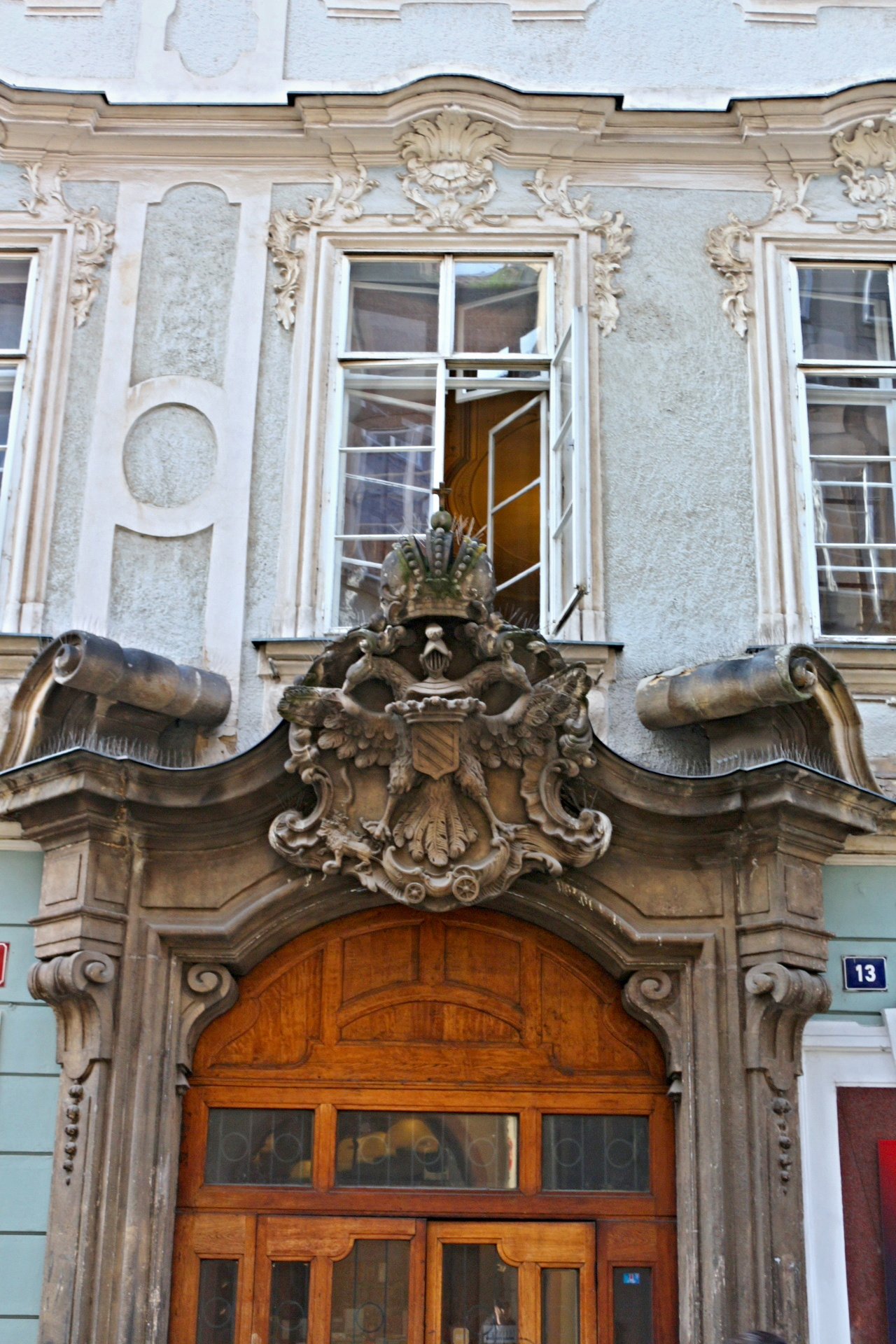
Průčelí pražského Caretto-Millesimovského, původně Cavrianiovského paláce.

Kryštof hrabě z Cavriani, svobodný pán na Unterwaltersdorfu (1. 4. 1715 na zámku Pragstein – 4. 9. 1783 v Kostelci nad Orlicí čp. 1), majitel panství Kostelec nad Orlicí, nejmladší syn Leopolda Karla, byl c. k. komorníkem, a následně skutečným tajným radou, a v letech 1764 až 1779 vrchním zemským sudím v Dolních Rakousích. V roce 1744 se oženil s Marií Alžbětou hraběnkou Zárubovou z Hustířan (13. listopadu 1717–1781), která jako manželské věno přinesla panství Přestavlky v Čechách.

V Čechách a na Moravě vlastnil později rod Cavrianiů také panství Veselá u Častrova, Kostelec nad Orlicí a Přestavlky, dále Letohrad, Osvračín a ves Kavriánov, pojmenovanou po moravském guberniálním radovi. V Praze rod vlastnil barokní palác v Celetné ulici č. 597/13. Na budově je umístěna pamětní deska s nápisem: 
| „ | CARETTO-MILLESIMOVSKÝ PALÁC DO DNEŠNÍ BAROKNÍ PODOBY PŘESTAVĚN R. 1750 S POUŽITÍM GOTICKÝCH DOMŮ PRO RODINU CAVRIANIŮ. V ZÁPADNÍ ČÁSTI DOCHOVÁNO ROMÁNSKÉ JÁDRO DVORCE. V 19. STOLETÍ BYLO V TOMTO PALÁCI ŠLECHTICKÉ KASINO | “ |
|   | |   |

Příslušníci hraběcího rodu Cavrianiů poté sloužili i ve vysokých vojenských a správních funkcích. Od založení panské sněmovna, horní komory rakouské říšské rady v roce 1861, získali Cavrianiové jako zástupci jednoho ze tří markraběcích rodů, dědičné křeslo.

## Osobnosti rodu

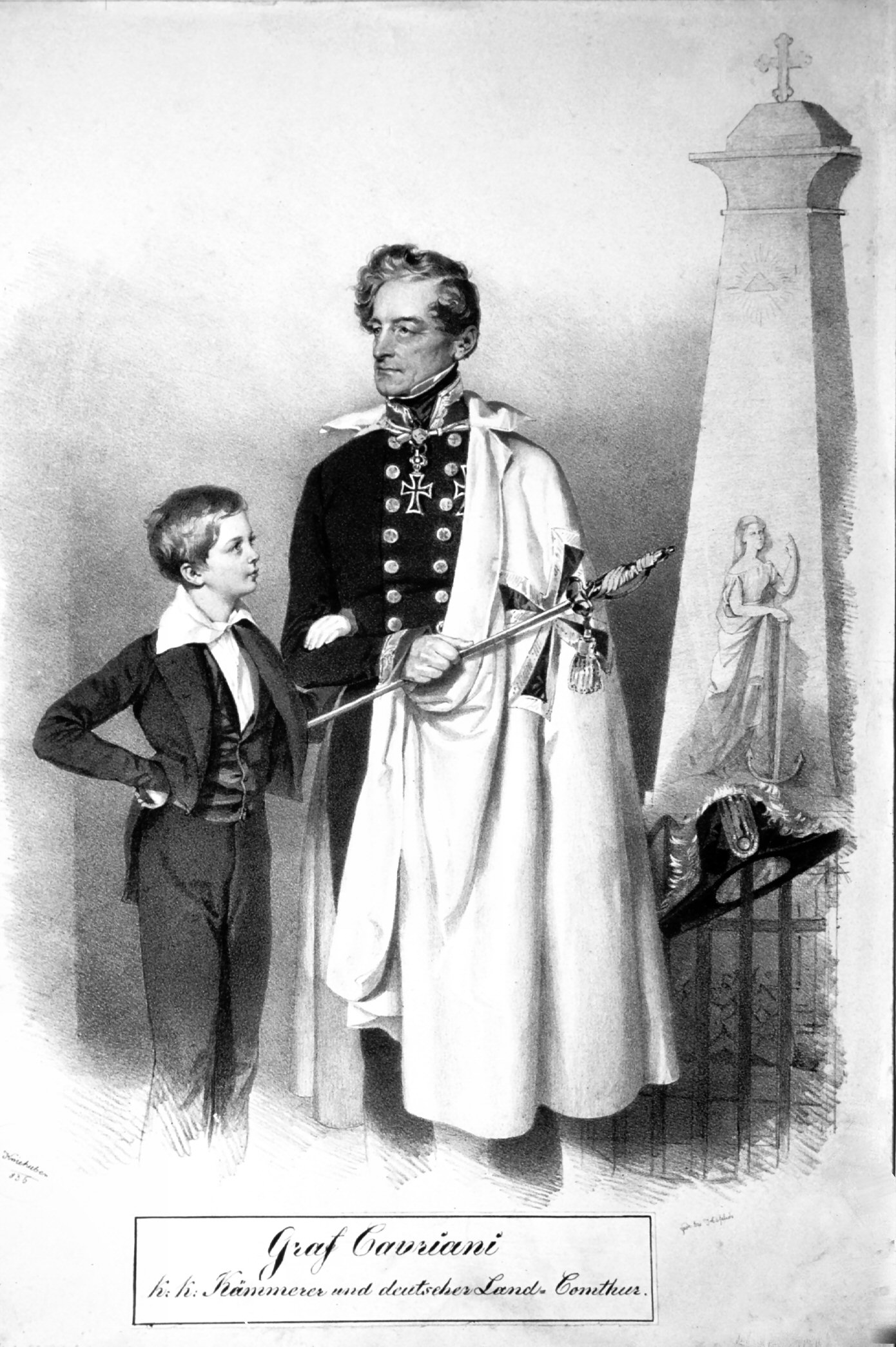
Kryštof Cavriani se svým synem Františkem

- Jan Alois hrabě z Cavriani († 1693), nejmladší syn Bedřicha (1597–1662), byl císařský komoří, 27. dubna 1692 povýšen na generála-polního vachmistra, majitel jízdního pluku.[2] Podle Wissgrilla měl být povýšen dokonce do hodnosti generálplukovníka-polního maršála.
- František Karel hrabě z Cavriani (1707–1788) byl císařský komoří, 29. července 1745 povýšen na generála-polního vachmistra, 18. ledna 1758 se stal polním maršálem-poručíkem a roku 1766 odešel na odpočinek.[2] Byl dočasně též ředitelem c.k. vojenské akademie.
- Ludvík hrabě z Cavriani (1739–1799), svobodný pán z Unterwaltersdorfu, mj. moravský místodržitel a moravský zemský hejtman, poté nejvyšší purkrabí a místodržitel Českého království.
- Karel hrabě z Cavriani (8. července 1803 v Seibersdorfu – 23. července 1870 tamtéž), vnuk Leopolda Karla, od 27. ledna 1849 generálmajorem, 13. ledna 1852 povýšen na polního maršála-poručíka 11. dragounského pluku. 22. listopadu 1855 odešel na odpočinek.[3] 24. května 1837 se ve Vídni oženil s Terézií Rózou princeznou Esterházyovou z Galanty (12. července 1815 ve Vídni - 28. února 1894 tamtéž), dámou Řádu hvězdového kříže, a v témže roce se stal majitelem dědičných panství Unterwaltersdorf a Schöngrabern po svém otci, Maxmiliánovi hraběti z Cavriani (1773–1837). Se svou manželkou měl sedm dětí. Po zrušením panství v roce 1848 přišel rod Cavriani také o majetky Unterwaltersdorf a Schöngrabern.[4]